# Градієнтометр гравітаційний
Градієнтометр гравітаційний (рос. градиенометр гравитационный, англ. gravity gradiometer; нім. Neigungsmesser m) — прилад для вимірювання горизонтального градієнта прискорення сили тяжіння. Застосовується при дослідженні залізорудних та поліметалевих родовищ. Точність вимірювань 7-10 етвеш (1 етвеш = 1•10-9 с-2), час спостереження — 6 хв (значно менше, ніж у гравітаційних варіометрів).